# Amblyctis miniaceus
Amblyctis miniaceus is een keversoort uit de familie zwamspartelkevers (Melandryidae). De wetenschappelijke naam van de soort werd in 1916 gepubliceerd door George Charles Champion.